# Pata (artrópodos)

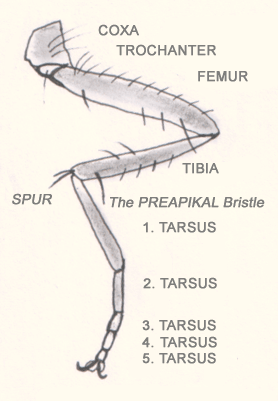
Diagrama de una pata de insecto. Coxa, trocanter, fémur, tibia, tarso (segmentos uno a cinco).

Artejos de la pata de una araña: 1. Coxa. 2. Trocánter. 3. Fémur. 4. Patela. 5. Tibia. 6. Metatarso. 7. Tarso. 8. Pretarso (uñas).

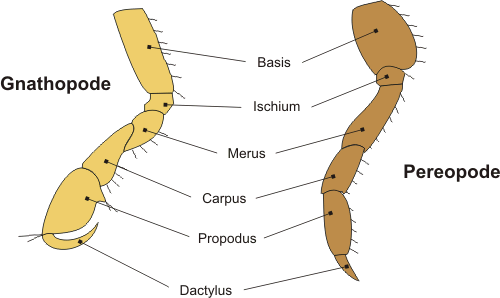
La pata de un crustáceo, mostrando los segmentos; el isquio y mero se encuentran fusionados en muchos decápodos.

Las patas de los artrópodos son apéndices articulados usados para caminar o nadar. Muchos de los términos usados para denominar los artejos o segmentos de la pata de los artrópodos vienen del latín, y pueden ser confundidos con términos usados para nombrar huesos: coxa (significando cadera), trocánter (comparable al trocánter mayor y al trocánter menor), fémur, tibia y el tarso, el cual se puede subdividir hasta en 5 partes.

## Homologías
Las homologías entre los segmentos de las patas entre los diferentes grupos son difíciles de probar y son fuente de mucha controversia. Algunos autores sostienen que la pata del ancestro común más reciente de los artrópodos poseía 11 segmentos, pero los artrópodos modernos tienen sólo ocho o menos. Ha sido también discutido que las patas ancestrales no habrían necesitado ser tan complejas, y sumado a otros factores, habrían derivado en la sucesiva pérdida de la función de un gen, lo cual podría derivar en una reordenación paralela de los segmentos.
El fémur es uno de los artejos de las patas de los artrópodos (insectos y arácnidos), que no guardan homología entre sí, ni con el fémur de los vertebrados.

## Hexapoda
Las patas de los insectos se encuentran siempre ubicadas en el tórax. Estos tienen 5 segmentos por pata; coxa, trocánter, fémur, tibia y tarso, estando el tarso dividido en subsecciones llamadas tarsómeros. En algunos grupos, el número de tarsómeros es uno de los factores esenciales en la identificación de las familias. Las uñas tarsales también pueden estar presentes .
La segmentación es similar a la de los colémbolos, en los cuales cada pata tiene coxa, trocánter, fémur, tibia, y un complejo tarsal.
Sumado a estos hay un sexto segmento llamado pretarso, que consiste en uñas y varias otras estructuras al final del tarso. Una estructura similar a un lóbulo es llamado arolio cuando se encuentra entre las uñas, como en Orthoptera (saltamontes y grillos), o pulvillo si se encuentra en la base de las uñas, como en Diptera (moscas). Estas estructuras usualmente sirven para aumentar la adherencia a superficies y/o para amortiguar una caída, como en le salto del saltamontes.
Las patas de los insectos son apéndices de los tres segmentos torácicos, el protórax, mesotórax y metatórax. Esta terminología es aplicada algunas veces a los segmentos de las patas, por ejemplo el mesofémur es el fémur del segundo par de patas, y el protarso es el tarso del primer par de patas.

## Chelicerata
Las patas de la arañas difieren de las de los insectos, por la adición de dos segmentos, la patela entre el fémur y la tibia, y el metatarso (algunas veces llamado basitarso) entre la tibia y el tarso (algunas veces llamado telotarso), haciendo un total de siete segmentos.
La situación es idéntica en escorpiones, pero con un segmento más, un pretarso después del tarso. Las pinzas del escorpión no son realmente patas, sino que son pedipalpos, un tipo diferente de apéndice que también se encuentra todos los arácnidos.
En Limulus (Merostomata), se da un caso distinto, no presenta metatarso o pretarso, dejando a la pata con seis segmentos, al igual que los insectos.

## Crustacea

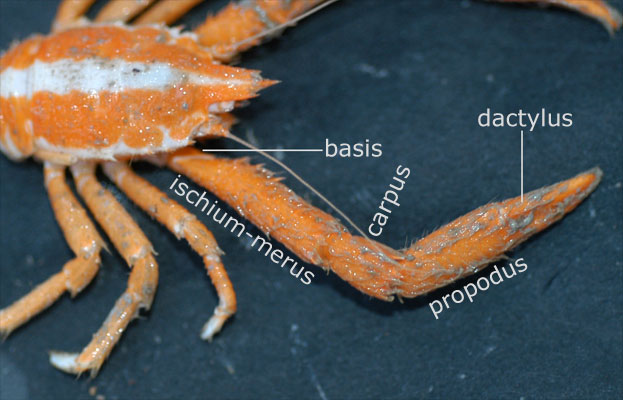
Pata artropoda

Las patas de los crustáceos se encontraban divididas primitivamente en siete segmentos, que no siguen la nomenclatura del resto de los grupos. Estos son coxa, basis o base, isquio, mero, carpo, propodio, y dáctilo. En algunos grupos, algunos de los segmentos se pueden haber fusionado entre sí. Las pinzas de los cangrejos y las langostas se forman a partir de una articulación del dáctilo contra un sobrecrecimiento del propodio. Las patas de los crustáceos también difieren en que en la mayoría de los taxones son birrámeas, mientras que en los demás artrópodos son unirrámeas. Los crustáceos del género Sicyonia sí presentan unirramia en los tres últimos pares de patas nadadoras (pleópodos).

## Myriapoda
Los milpiés y ciempiés, junto a sus parientes tienen patas de siete segmentos, comprendiendo la coxa o cadera, trocánter, prefémur, fémur, tibia, tarso, y uñas tarsales.